# Dorcopsis atrata
Dorcopsis atrata — вид родини Кенгурових. Цей вид є ендеміком острова Гуденаф, Папуа Нова Гвінея. Поширення виду обмежене гірськими тропічними дубовими лісами з невеликою кількістю трав'янистого покриву, але з густим покривом папороті, мохів та лишайників. Самиці, як вважають, народжують одне маля. Вид сезонно спускається на нижчі висоти, де є доступним для полювання. Етимологія: лат. atrata — «чорний».